# Sarvastivada
Sarvāstivāda (dosł. „Nauka głosząca, że wszystko istnieje” – od słów „sarvam asti”) – nazwa jednej ze wczesnych buddyjskich szkół, głosząca, że wszystkie dharmy istnieją w każdym czasie (przyszłość, przeszłość i teraźniejszość). Są uważani za panrealistów.
Sarvāstivāda to jedna z dwóch „wczesnych szkół” buddyzmu, których pisma przetrwały nienaruszone do dzisiejszego dnia.
Pomiędzy kanonicznymi tekstami pozostawionymi przez sarvāstivādę, najciekawszym jest Maha-vaibhasa-abhidharma-shastra, tradycyjnie uznawana za systematyzację ustnego przekazu Buddy Gautamy. Tekst ten prezentuje unikatową kosmologię i ontologię sarvāstivādy.
Podstawy nauk sarvāstivādy wiązały się z redukcją świata do kilku różnych elementów lub „współtwórców istnienia”; pozornie były determinowane przez listę różnorakich „niepodzielych” czynników i esencji wymienionych w kazaniach Buddy. Gorąco na przykład było „lakṣana” (znak wyróżniający) ognia, i istniała wspólna „dharma” dotycząca wszelkiego rodzaju ognia. Poglądy zawarte w Abhidharmie są niezwykle interesujące np. teoria wyprzedzająca teorię kolorów Newtona (mówiąca, iż białe światło składa się z kolorowego, a następnie wyjaśnia te podstawowe kolory w odniesieniu do „lakṣan” i „dharm”), i wiele innych szczegółowych systemów psychologicznych.
Sarvāstivādini uważali, że przeszłe i przyszłe dharmy rzeczywiście istnieją. Dharmy są niepodzielnymi częściami rzeczywistości, każda posiada swą „własną naturę”. Przestrzeń wraz z nirwaną postrzegali jako nieuwarunkowaną dharmę. Wiedza o Czterech Szlachetnych Prawdach jest stopniowa w różnych momentach.
Pośród krytyków sarvāstivādy był Nagardżuna, który kompletnie zaprzeczył ich interpretacji nauki Buddy jako sugestii, iż podstawą wszystkich widzialnych fenomenów są atomopodobne jednostki, a także wielu innym podstawom ich filozofii, takich jak kompleksowa teoria przyczynowości i czasu.
Ironią jest, że to Vasubandhu, jeden z uczniów Nagarjuny, ukształtował filozofię sarvāstivādy w formę, w jakiej jest najczęściej czytana (i używana) w religii buddyjskiej do dzisiaj: Abhidharma-kośa.

## System ābhidharmiki
Sarwastiwadinowie twierdzą, że ich nauki są tak stare jak therawadinów. Jednak ich kanon był spisany w sanskrycie. Jego fragmenty zostały odkryte w Azji Środkowej, a znaczne części zostały znalezione w Gilgit i wydane przez N. Dutta. Jednak cały ich kanon jest zachowany w chińskiej Tripitace. Takakusu tak pisze na ten temat:
| Dowody, jakie otrzymaliśmy ze źródeł sanskryckich, tybetańskich i chińskich nie są sprzeczne, trafnie wytłumaczyliśmy założenia, że we wczesnym okresie ich oddzielnej historii, sarwastiwadinowie byli w posiadaniu literatury Abhidharmy składającej się z siedmiu ksiąg, jednej głównej i sześciu uzupełniających, i że te prace były szeroko studiowane w Kaszmirze, siedlisku tej szkoły (...) |

.
Przeciwnie do traktatów Abhidharmy, tych siedem prac, Jñānaprasthāna i uzupełniające „pādy” (Prakaraṇapāda, Jñānaprasthānasya Katyāyaniputry, Prakaraṇa-pādasya Wasumitry, Vijňānakāyasya Dewaśiarmy, Dharmaskandhasya Śiariputry, Prajñaptiśāstrasya Maudgaljajany, Samgītiparyāyasya Mahakauszthili) są przypisywane ludzkim autorom. Te prace nie reprezentują jednego okresu buddyjskiej filozofii, ani nie zgadzają się one w całej zawartości z ich odpowiednikiem w j. palijskim.
Drobiazgowe porównanie tych traktatów z ich odpowiednikami abhidhammicznymi będzie możliwe, gdy cała literatura sarwastiwadinów będzie dostępna w tłumaczeniach. Mahā Vibhāṣā i Vibhāṣā są niezwykle obszernymi komentarzami do Jñānaprasthāny, ale zawierającymi również materiał z innych tekstów typu „pāda”. Całkowicie utracone w sanskrycie, dostępne są w tłumaczeniach chińskich. Reprezentują one prawdziwą „śāstrę” ābhidharmików i dają nazwę całemu systemowi – „vaibhāṣika”. Doskonałym i autorytatywnym opracowaniem całego systemu jest praca Wasubandhu – Abhidharmakośa, pomimo tego, że był on sautrantikiem. Właściwe i adekwatne zrozumienie systemu vaibhāṣiki jest niezwykle istotne dla zrozumienia i docenienia dialektyki Nagardżuny, chociaż jest ona ukierunkowana przeciwko systemowi vaibhāṣiki.